# Natation aux Jeux olympiques d'été de 2008, résultats détaillés
Les résultats détaillés des épreuves de natation aux Jeux olympiques d'été de 2008 sont scindés en deux :
- résultats féminins ;
- résultats masculins.